# François Dupuigrenet Desroussilles
François Dupuigrenet Desroussilles est un bibliothécaire, historien et traducteur français né le 30 janvier 1953 à Tours.

## Biographie
Élève de l'École nationale des chartes, François Dupuigrenet Desroussilles consacre sa thèse pour le diplôme d'archiviste paléographe aux « Riformatori dello Studio di Padova (it). Le contrôle de la culture dans la république de Venise (1517-1563) » (1976). Il devient alors conservateur à l'Inventaire général du département des Imprimés de la Bibliothèque nationale, tout en assurant des cours de civilisation italienne à l'université de Genève (1978-1980).
Il participe aux travaux de la commission Desgraves sur le patrimoine écrit (1982) et dirige la commission de l'Afnor pour la rédaction de la norme française de catalogage des livres anciens (1983-1985).
Il dirige également les travaux bibliographiques sur les éditions de la Bible antérieures à 1800 conservées dans les grandes bibliothèques de Paris.
Dans le cadre de ses fonctions, il est commissaire de plusieurs expositions et membre du conseil scientifique de la Bibliothèque nationale.
Également écrivain et surtout traducteur de littératures italienne et anglophone contemporaines, il dirige plusieurs collections aux éditions du Sorbier. Il a signé son premier livre J'étais enfant pendant la guerre de Cent ans du pseudonyme de François Lamondie.
Il est directeur de l'École nationale supérieure des sciences de l'information et des bibliothèques (Enssib) de 1995 à 2005.
Depuis 2008, il est professeur à l'université d'État de Floride dans le département d'Histoire des religions.

## Publications

### Sous le pseudonyme de François Lamondie
- J'étais enfant pendant la guerre de Cent ans, illustrations de Jean-Claude Luton, Paris, Éditions du Sorbier, 1982

### Sous son nom
- Trésors de la Bibliothèque nationale, avant-propos d'André Miquel, Paris, Nathan, 1986
- L'Épouvantail qui parlait trop, illustrations de Daniel Maja, Paris, Éditions du Sorbier, 1991
- Dieu en son royaume : la Bible dans la France d'autrefois, XIIIe – XVIIIe siècles, catalogue de l'exposition organisé à Paris, du 18 octobre 1991 au 15 janvier 1992, à la Bibliothèque nationale de France, préface d'Emmanuel Le Roy Ladurie, Paris, Éditions du Cerf-Bibliothèque nationale, 1991
- Regards sur le livre : art, histoire, technique, préface d'Emmanuel Le Roy Ladurie, Paris, Éditions du Sorbier-Bibliothèque nationale, 1992

### Traductions
Dupuigrenet Desroussilles a traduit de nombreux auteurs, dont (par ordre alphabétique) :
depuis l'allemand
- Alexander Lernet-Holenia (Le Baron Bagge)

depuis l'anglais
- Michael Arlen
- Elizabeth von Arnim
- Margaret Atwood
- Celia Dale
- Michael Frayn
- Joe Keenan (en)
- Rudyard Kipling
- Martin Lowry (d)
- Barbara Pym
- Tom Sharpe
- Elizabeth Taylor
- Oscar Wilde
- Angus Wilson

depuis l'italien
- Gianni Celati
- Carlo Emilio Gadda
- Pétrarque